# Boninogaster
Boninogaster — рід грибів родини Hysterangiaceae. Назва вперше опублікована 1937 року.

## Класифікація
До роду Boninogaster відносять 1 вид:
- Boninogaster phalloides